# Трипотамос (дем Бер)
Вижте пояснителната страница за други значения на Трипотамос.
Трипотамос или Лужица (на гръцки: Τριπόταμος, катаревуса Τριπόταμον, Трипотамон, до 1927 година Λουζίτσα, Лузица) е село в Република Гърция, част от дем Бер (Верия) на област Централна Македония.

## География
Селото е разположено в подножието на Каракамен, на 5 километра южно от град Бер (Верия), на надморска височана от 410 m. Традиционно селото се състои от две махали Долна Лужица (Като Лузица) и Горна Лужица (Ано Лузица), която днес е изоставена.

## История
Селото е било българско, но е унищожено при потушаването на Негушкото въстание в 1822 година.
В 1928 година Долна Лужица е бежанско селище с 53 бежански семейства и 248 жители бежанци.
| Име            | Име              | Ново име | Ново име | Описание                                 |
| -------------- | ---------------- | -------- | -------- | ---------------------------------------- |
| Хорафия ту Цам | Χωράφια τού Τσάμ | Гаврас   | Γαβράς   | местност в Каракамен на СЗ от Трипотамос |

| Година    | 1913 | 1920 | 1928 | 1940 | 1951 | 1961 | 1971 | 1981 | 1991 | 2001 | 2011 | 2021 |
| --------- | ---- | ---- | ---- | ---- | ---- | ---- | ---- | ---- | ---- | ---- | ---- | ---- |
| Население | 250  | 207  | 269  | 412  | 384  | 427  | 444  | 462  | 458  | 542  | 553  | 480  |